# ポーシャ・シンプソン＝ミラー
ポーシャ・ルクレティア・シンプソン＝ミラー（英語: Portia Lucretia Simpson-Miller、1945年12月12日 - ）は、ジャマイカの政治家。同国首相を2期務めた。同国初の女性首相である。
2006年5月29日にオーダー・ザ・ネーション（ジャマイカにおける名誉顕彰）に推され、夫とともに最高栄誉表彰を授与された。
2007年9月11日に首相を退任、ジャマイカ労働党のブルース・ゴールディングが後継となった。
2011年12月29日に行われた総選挙で勝利し、2012年1月5日に再び首相に就任した。また、翌1月6日の就任演説で「私は女王を愛しており、女王は素晴らしい人物だ。しかし、独立の手続きを完成させる時が来た」と述べ、ジャマイカ独立50周年を機としたジャマイカの英連邦王国離脱、立憲君主制から共和制への政体移行を宣言した。
2016年2月25日の総選挙で野党・ジャマイカ労働党に敗れ、ミラーは首相を退任。前首相だったアンドリュー・ホルネスが首相に返り咲いた。